# Freeway (rapper)
Freeway, pseudonimo di Leslie Edward Pridgen (Filadelfia, 6 agosto 1978), è un rapper statunitense.
È legato alla Roc-A-Fella Records di Jay-Z. Egli è famoso per le sue rime inserite all'interno dei versi e per la lunga barba che si lascia crescere in armonia con la sua fede nell'Islam. Egli ha preso il suo nome dal trafficante di droga Ricky Ross, simile ad un altro rapper, Rick Ross.

## Biografia
Nel 1997 Freeway, che iniziò la sua carriera da rapper facendo battaglie rap nella mensa della scuola superiore, incontrò l'amico di Philadelphia Beanie Sigel mentre rappava sul palco di un nightclub. "Non ci avevamo ancora dato il numero di telefono o altro, ma mi disse che ero bravo e io dissi che era bravo", dice Freeway. I due Mcs si scontrarono successivamente ma rimasero amici, tanto che si promisero che il primo di loro a firmare un contratto con una casa discografica avrebbe aiutato l'altro a trovarne una. Mantenendo la promessa, Beanie Sigel tornò e prese con sé Freeway non molto dopo essersi unito alla Roc-A-Fella Records. Freeway divenne uno dei migliori artisti della casa discografica dopo aver fatto la sua prima apparizione nell'album The Dynasty: Roc La Familia e apparendo nei cd di altri artisti prima di debuttare con un proprio lavoro, Philadelphia Freeway.
L'album fu prodotto assieme ad altri artisti della Roc-A-Fella come Just Blaze, Bink! e Kanye West. La maggiore hit dell'album fu Flipside con Peedi Crack. Dopo l'album iniziale, Freeway fondò una crew di Philadelphia, l'Ice City. Oltre Freeway, gli altri suoi componenti sono Peedi Crack, Indy 500, Bars, Hydro e Face Money. Il loro album d'esordio ebbe scarso successo.
Dopo Free at Last e Philadelphia Freeway 2, pubblica The Roc Boys in collaborazione con Sigel nel 2010. Negli anni seguenti, escono anche il suo quarto e quinto album in studio, che non riscontrano il successo di critica dei precedenti.

## Discografia

### Album in studio
- 2003 - Philadelphia Freeway
- 2007 - Free at Last
- 2009 - Philadelphia Freeway 2
- 2012 - Diamond in the Ruff
- 2016 - Free Will

### Album collaborativi
- 2002 - State Property OST (con State Property)
- 2003 - The Chain Gang Vol. 2 (con State Property)
- 2010 - The Stimulus Package (con Jake One)
- 2010 - The Roc Boys (con Beanie Sigel)
- 2014 - Highway Robbery (con The Jacka)
- 2014 - Broken Ankles (con Girl Talk)

### EP
- 2012 - Black Santa
- 2014 - Broken Ankles

### Mixtape
- 2002 - The Hits, the Unreleased & Freestyles
- 2005 - Heavyweight Flow
- 2007 - Live Free, Die Hard
- 2008 - Freeway is Back
- 2009 - Month of Madness
- 2010 - Freelapse
- 2011 - The Intermission
- 2012 - Freedom of Speech
- 2016 - Fear of a Free Planet